# Parke Godwin
Parke Godwin (Nueva York, 28 de enero de 1929-Auburn, 19 de junio de 2013) fue un escritor estadounidense galardonado con el Premio Mundial de Fantasía en la categoría ''Mejor Novela'' en 1982 por su cuento "El fuego cuando viene."

## Obras
Sus novelas se caracterizan por utilizar figuras legendarias ubicadas en asentamientos históricos existentes, descritos en un estilo de prosa lírica pero precisa y acompañado de un humor sarcástico. Sus relatos del Rey Arturo, Firelord (Señor del Fuego)(1980), Amado Exilio (1984) y El Último Arco Iris (1985), están ambientados durante el siglo V, durante la caída del Imperio Romano, y su reinterpretación de Robin Hood (Sherwood, 1991, y Robin y el Rey, 1993) tiene lugar durante la conquista normanda de Inglaterra y toma a los históricos reyes ingleses Guillermo I El Conquistador y Guillermo II como los personajes principales de la historia. Otras obras suyas bien conocidas son Esperando al Autobús Galáctico (1988) y su secuela: Las Variaciones del Aceite de Serpiente,  conocida también como Las Variaciones de Aceite de la Culebra, (1989).  Estos eran críticas humorísticas hacia la cultura pop estadounidense y a la religión.
Su ficción corta ha aparecido en varias antologías. Su cuento corto, "Influenciando el Infierno fuera del Tiempo y Teresa Golowitz", sirvió de base a un episodio de la serie de televisión, The Twilight Zone.
Godwin también realizó otros trabajos a lo largo de su vida, como operador de radio, técnico de investigación, actor profesional, publicista, lavando platos y jefe de comedor de hotel.
En 2011, fue invitado de honor en la Convención Mundial de Fantasía. Fue internado en un Centro de Atención Médica en 2012, debido a su declinación en su memoria de largo y corto plazo. Falleció en 2013.

### Saga de Los Maestros de la Soledad
- The Mater of Solitude (Los Maestros de la Soledad) (1978) (coescrita con Marvin Kaye)
- Wintermind (1982) (con Marvin Kaye)

La novela de 1983, Luz Celeste (coescrita con Marvin Kaye) es a veces considerada como la tercera parte de la saga, pero no posee relación alguna; el tercer libro Singer Among The Nightingales (Cantante entre los Ruiseñores) ha sido escrito pero, desafortunadamente, no fue publicado antes de su muerte.

### Saga de Firelord
- Firelord (Señor del Fuego) (1980)
- Beloved Exile (Amado Exilio) (1984)
- The Last Rainbow (El Último Arcoíris) (1985)

La saga de Firelord se basa en la leyenda arturiana y en los acontecimientos antes y después de la era del Rey Arturo. Firelord se trata del ascenso del Rey Arturo de su relación con su poderosa esposa, Ginebra. En Amado Exilio toma como protagonista a Guenevere después de la muerte de Arturo mientras diversas facciones luchan contra el control de Gran Bretaña. En el tercer libro, El Último Arcoíris se ubica antes de los sucesos del primer libro y gira en torno hacia una historia de amor que involucra a Patricio de Irlanda. Godwin también publicó otro libro que presenta material artúrico, Los Amantes: La Leyenda de Trystan y Yseult, publicado en 1999 bajo el seudónimo de Kate Hawks.

### Saga Aceite de Serpiente
- Waiting for the Galactic Bus (Esperando el Autobús Galáctico) (1988)
- Las Guerras del Aceite de Serpiente : o Scheherazade Ginsberg Vuelve a Atacar (1989) (también publicado bajo el título Las Variaciones del Aceite de Serpiente)

### Saga de Robin Hood
- Sherwood (1991)
- Robin y el Rey (1993) (también publicado bajo el título, Regreso hacia Nottingham: La Novela)